# Anacamptodon amblystegioides
Anacamptodon amblystegioides är en bladmossart som beskrevs av Jules Cardot 1911. Anacamptodon amblystegioides ingår i släktet Anacamptodon och familjen Fabroniaceae. Inga underarter finns listade i Catalogue of Life.